# Pilichówko (gromada)
Pilichówko (od 1 I 1961 Daniszewo) – dawna gromada, czyli najmniejsza jednostka podziału terytorialnego Polskiej Rzeczypospolitej Ludowej w latach 1954–1972.
Gromady, z gromadzkimi radami narodowymi (GRN) jako organami władzy najniższego stopnia na wsi, funkcjonowały od reformy reorganizującej administrację wiejską przeprowadzonej jesienią 1954 do momentu ich zniesienia z dniem 1 stycznia 1973, tym samym wypierając organizację gminną w latach 1954–1972.
Gromadę Pilichówko z siedzibą GRN w Pilichówku utworzono – jako jedną z 8759 gromad na obszarze Polski – w powiecie płockim w woj. warszawskim, na mocy uchwały nr VI/10/13/54 WRN w Warszawie z dnia 5 października 1954. W skład jednostki weszły obszary dotychczasowych gromad Daniszewo, Gniewkowo, Nadółki, Pilichówko i Pilichowo ze zniesionej gminy Łubki oraz obszar dotychczasowej gromady Włóki ze zniesionej gminy Staroźreby w tymże powiecie. Dla gromady ustalono 16 członków gromadzkiej rady narodowej.
Gromadę Pilichówko zniesiono 1 stycznia 1961 przez przeniesienie siedziby GRN z Pilichówka do Daniszewa i zmianę nazwy jednostki na gromada Daniszewo.